# 白善烨
白善烨（韓語：백선엽，1920年11月23日—2020年7月10日 ），韩国军人、外交官、政治人物、企业家。雅号愚村（韓語：우촌）。日本二戰投降后，参与创建韩国陆军，在朝鲜战争中是大韓民國國軍的一位重要將領，韩国军中滿洲人脈的領導人。共同作战的美军曾给他起了「Whity」的昵称。他是韩国陆军第一位晉陞上将的軍官，曾任韩国陆军参谋總长。退役后曾担任韓國駐多国外交官、交通部部長。弟弟白仁烨也是军人、教育学者。

## 早年生涯
1920年11月23日出生于日治朝鮮平安南道江西郡，位于平壤近郊一个叫德兴里的家庭。父亲白润相、母亲方考烈，姐姐白福燁、弟弟白仁燁。
本贯水原白氏。白家是附近排行相对比较富裕的地主家庭。6岁时父亲去世后，家庭陷入困境，母亲和三个子女搬到了平壤。
1939年平壤师范学校毕业。2年后在外祖父的支持下被送入新京的满洲国陆军军官学校進学，在校期間學會了漢語。
1941年12月30日滿州国軍官学校第九期毕业後，成為陸軍少尉，进入滿洲国軍步兵第28团任职，后转到佳木斯的新兵訓練部隊任排長，在长白山的鸭绿江、图们江上游一带，围剿中国共产党主导的中国人、朝鲜人的抗日游击队，后晋升滿洲国军中尉。
1943年2月，在滿州國陸軍服役的白善燁轉入了間島特設隊，这支军队曾镇压韩国独立运动。隔年1944的春天，參與在熱河省的中共八路軍掃蕩討伐，期間頗有功績。
1944年秋天，回到平壤家乡与卢仁淑结婚。1945年8月15日战争结束，進入朝鮮盟軍統治時期，夫妇俩逃回平壤做了教师，并在亲戚民族派指導者曹晩植领导的平安南道人民政治委员会工作。金日成在駐朝蘇軍政府的帮助下掌握权力，曹晩植的警備隊被解散，白善烨与担任警備隊隊長白仁烨、好友丁一权、金燦奎（后改名金白一）、崔楠根于1945年12月24日离开平壤，12月27日越过三八线南逃至汉城，1946年春在平壤的妻子和母亲也南下会合。

## 再次入伍
1945年底白善烨与丁一权和白仁燁加入韓國陸軍的前身——南朝鮮国防警备队，1946年2月26日在驻朝美军军政厅的军事英语学校进修，授中尉军衔。釜山第5團建立后，任中校團長。
1947年12月任新成立的第3旅（第一任旅长李应俊）参谋长，1948年4月任统卫部（韓國國防部前身）情报局长，晋升上校。1948年10月19日南朝鮮勞動黨发动军队叛乱，原本被派去濟州島鎮壓的韓國國防警備隊第14團，在南勞黨的滲透與煽動下，14團的左翼軍人發動叛亂，即「麗水-順天事件」，白负责肅軍運動，去除軍内的左派，逾千人被逮捕，第2團團長金鍾碩中校被认为是南劳党的同党而被枪杀。此次调查中，后来成为了韩国总统的朴正熙少校被控为赤色分子，但因他积极协助调查，被退伍免除处理而被释放。后作为军中的文官，朝鲜战争开战后复职。
1949年7月30日，任光州第5师师长，镇压智異山、湖南地方游击队。1950年4月22日任第1师师长，负责38线的东西约90公里的正面和开城地区的警卫。

## 朝鲜战争

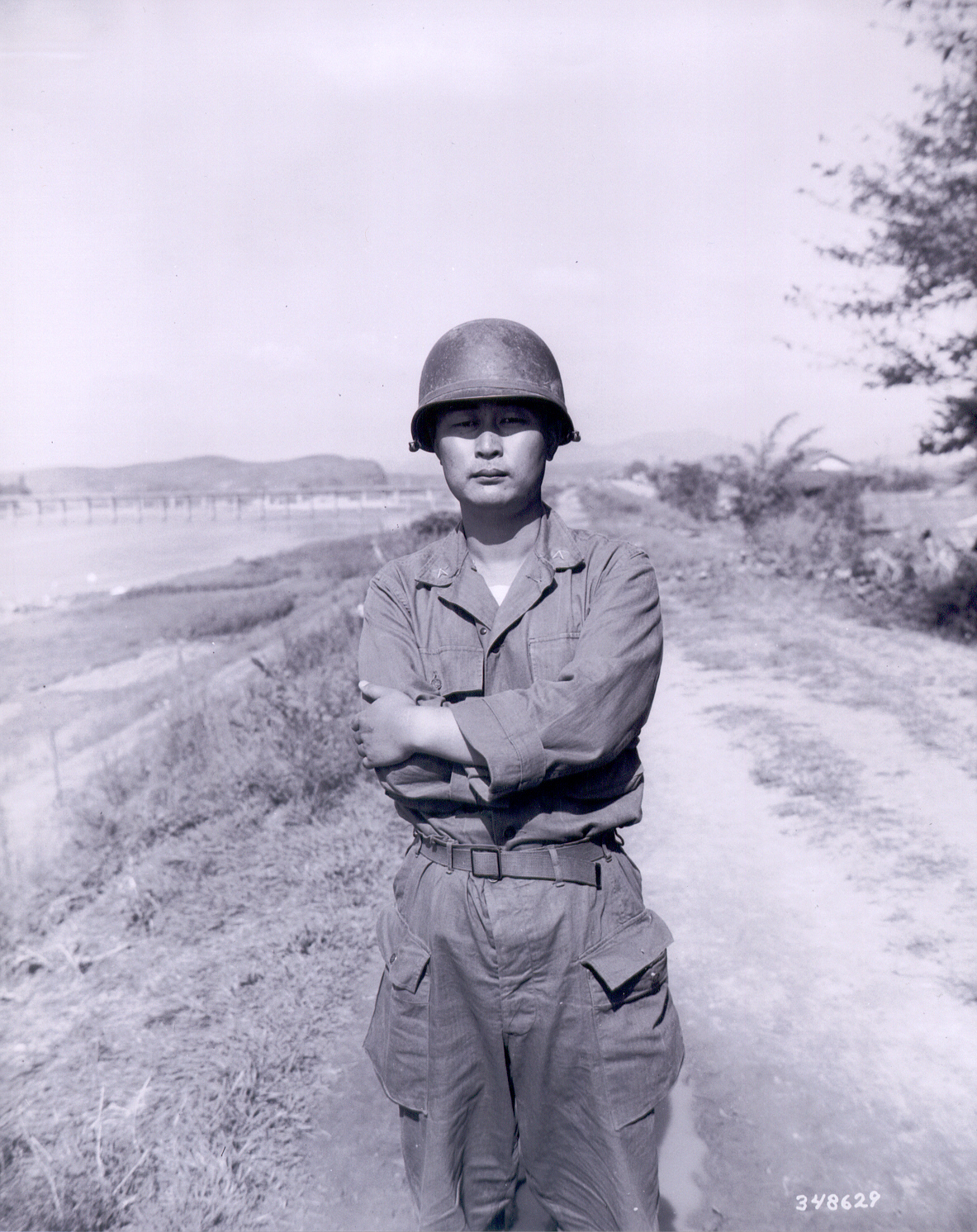
白善燁，1950年9月17日攝於慶北慶山郡河陽面，這是他最廣為人知的照片

1950年6月25日朝鲜战争爆发，开战前10日开始3个月的步兵学校高級課程，学完后回到第1步兵師，组织汉城西面临津江的防御，汉城沦陷后继续後退抵抗。全线战况失利，第1师连续后退，於7月初時在金弘壹少將指揮的始興戰鬥司令部和第1軍之下進行重整:p25。1950年7月25日尚州的第2步兵師重新补充第1师6000名兵力，白善烨晋升准将，此后，美军第八軍團命令他8月2日晚至8月3日期间守备倭馆附近的洛東江防線。在多富洞的保齡球道谷之役中，他与美軍第27團共同抵抗朝鮮人民軍3個師的进攻，没有退出阵地，甚至以師長之尊親自率部衝鋒奪回關鍵陣地。随后美军对韩国军的信赖度增加许多。
無法用言語來表達我對諸位不分晝夜連番激戰的感激之情。到目前為止你們都已經盡力了，但是如果我們在這裡輸掉，我們就會失去我們的祖國。失去多富洞就會失去大邱，失去大邱，那釜山就會淪陷。如果這種情況發生了，到時候我們的人民將走投無路。因此，現在我們國家的生死存亡將取決於在多富洞的成敗，我們現在已經沒有退路了，所以就算是死我也會守住這裡。而且，從世界另一端遠道而來援助我們的美軍，相信我們，正在谷底戰鬥。我們韓國人有可能背叛信任我們的友軍嗎？稍後，我將帶頭衝鋒，奪回陣地。你們就跟在我後面。如果我退縮了，你們任何人都可以開槍斃了我。咱們上！讓我們帶著最後的彈藥衝進去。
 — 白善燁， 1950年8月21日於反攻多富洞328高地前夕

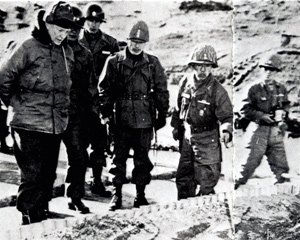
圖中為德怀特·艾森豪威尔、金白一、白善烨、丁一权

1950年9月15日，仁川登陆成功，联合国军开始反攻，隸屬美國陸軍第一軍的韩国陸軍第1师北上，10月19日成為首支進入平壤的部隊。中国人民志愿军介入后，联合国军队撤军，第1师作为后卫殿后。
1951年3月28日，第1军少將军长金白一在大关岭附近乘飞机坠落而死亡，白善烨接任第1军军长。

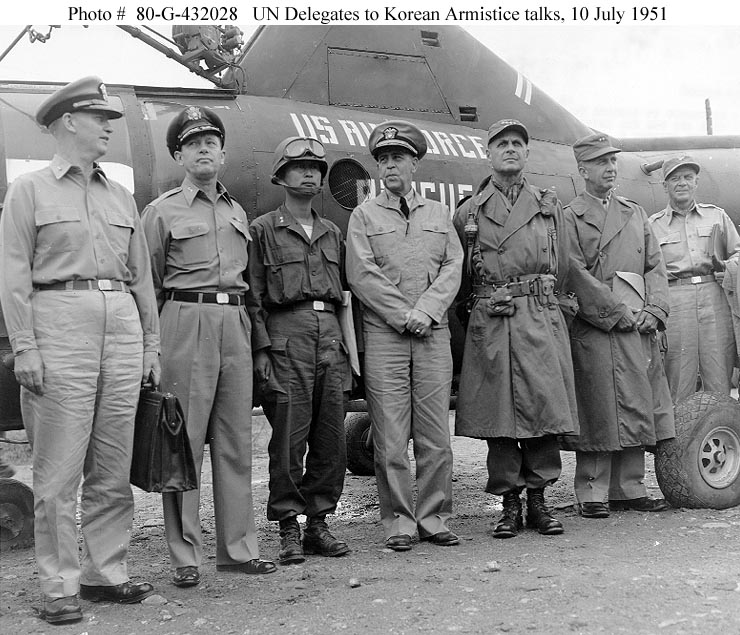
1951年停战协定代表团

1951年7月10日在开城开始与北朝鲜的停战会谈，朝中代表有朝鲜人民军参谋长南日大将、前线司令部参谋长李相朝少将和第1軍参谋长张平山少将，以及中国人民志愿军副司令员邓华、参谋长解方。联合国军代表为美国远东海军司令乔伊中将、参谋长勃克少将、第八軍團副参谋长霍迪斯少将、远东空军副司令克雷奇少将，白善烨以第1軍軍長的身分應邀作为韩军代表出席了当天的仪式。1951年9月韩国军代表李亨根少将接替他作为谈判代表，白善烨回到第1军。
1951年11月，战局稳定，白善烨以韩軍第1军軍長身份協同美軍第10軍（X Corps）、韓軍首都師与韓軍第8师继续镇压智异山南部地区的劳动党游击队和因丽水-顺天事件而逃到智异山的军人、南朝鲜劳动党势力、山岳地带残存朝鮮人民軍部隊组成的「南部軍」。
1952年4月，白善烨任第2军军长，7月兼任陆军参谋总长。
1953年1月31日，32岁时晋升韩国建軍後的第一位上将。
1954年3月21日，任新编韓國第一野戰軍司令官。
1957年5月，再次担任陆军参谋总长兼三軍聯合参谋議長，开始韩国军队现代化。
1960年，4·19學運造成李承晚下台，许政内阁成立，金钟泌为首的少壮派军官发动清軍運動，新政府的国防部部長李鐘贊（陸士49期）被迫退役，5月31日，白善烨与第一野戰軍司令官劉載兴（陸軍官校5期）也一起退役。

### 退役後
白善烨退役后入预备役，同年前往臺北出任韓國駐華大使，1961年起先后擔任驻法国（兼轄荷兰、比利时）和駐加拿大等国大使，回国后在朴正熙总统执政期间，1969年就任交通部部長，负责漢城地鐵建設，由部長位上離任後，於1971年任職於国策会社的忠州肥料公司，1975年任肥料工业协会会长，1976年任韩国综合化学工业公司社长，同年任大韩商工会议所议员，1981年3月因善仁学园事件辞去韩国综合化学公司社长职务。
1995年获日本国勳一等瑞宝章。

## 逝世
2020年7月10日，白善烨去世，享年99岁。 被稱為「活傳奇」（living legend）的一代將軍永別人間，也象徵了韓戰世代的遠去與凋零。
2020年7月15日，安葬於國立大田顯忠院。
歷史的追討又再度因為白善燁的逝世而浮現。有反對者抗議，不應將「親日反民族份子白善燁」葬於愛國先烈的國立首爾顯忠院，而當時執政的文在寅政府，也以「首爾顯忠院已沒有空間」的理由，改將白善燁葬於國立大田顯忠院，儘管白善燁生前已接受较不引起爭議的國立大田顯忠院作為安葬地點，但像是《東亞日報》、《朝鮮日報》等保守派，亦多呼籲能夠厚待白善燁、給予國家的榮耀。

## 韓国国内评价

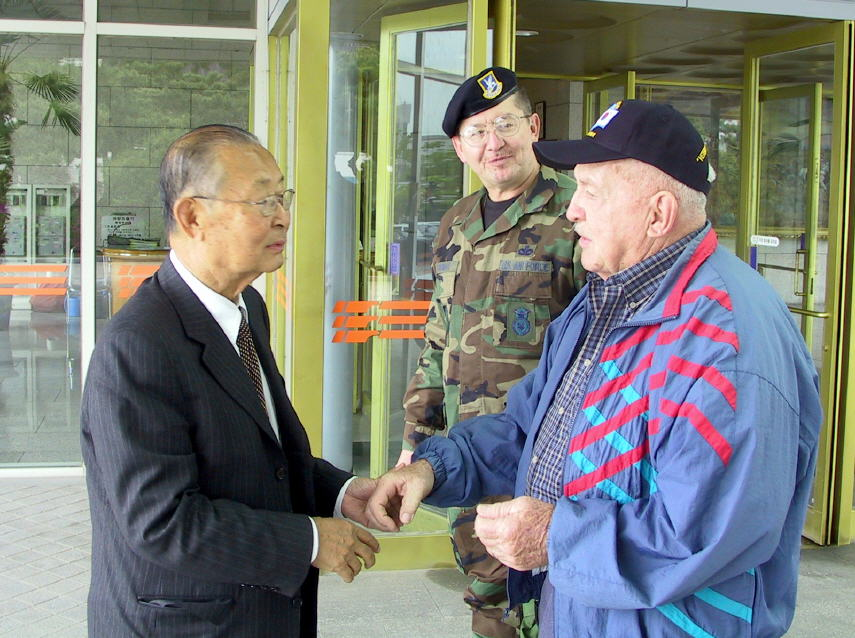
81岁時的白善烨於2002年5月

- 「每逢危機時刻，白善燁將軍都能救國於水火之中...」南韓前陸軍參謀總長金判圭，如此回憶白善燁的軍旅生涯。
- 卢武铉政府时期，民間團體發表的《親日人名辭典》中列入了白善烨的名字。
- 2009年李明博政府宣称“白善烨是韩国军队的第一位上将，他在韩战时期曾任师长、军长等要职，在反攻金日成军的北进战役时，他带兵第一个杀入平壤。”而决定推举白善烨为韩国第一位名誉元帅（5星将军）[11]。韩国政府有关负责人介绍称，将白善烨推举为名誉元帅，可以提高朝鲜战争参战者的自豪感，并有助于提高国民的安全意识。
- 2010年，韩国陆军本部讲堂裡，新建“安重根将军室”和“白善烨将军室”。
- 2010年3月10日，陆军第1师为纪念白善烨将军石碑揭幕。邀请陆军步兵1师预备役上将白善烨，为纪念以及公共全胜的石碑揭幕仪式。战争指挥官以个人的名字命名的纪念碑尚属首次[12]。
- 白善烨在美军中也被认为是“活传奇”（living legend）。今年6月将在美国乔治亚州开馆的美國國立步兵博物館（英语：National Infantry Museum）朝鲜战争展馆还将向游客公开他的原声录音。
- 2010年6月21日报道说：“韩国战争纪念基金會”诞生了。白善烨当选为首任理事长[13]。

## 著作
- 韓國
  - 《軍與我》（군과 나），1988年～1989年於京鄉新聞連載，1989年大陸研究院（대륙연구소）單行本初版，2009年時代精神（시대정신）再版
  - 《智異山實錄》（실록 지리산），1992年高麗園（고려원）初版
  - 《一個漫長的夏日——1950年6月25日》（길고 긴 여름 날 1950년6월25일），1999年地球村（지구촌）初版
  - 《我想留下的故事——我在「六二五」與韓國的經歷》（남기고 싶은 이야기 ― 내가 겪은 6·25와 대한민국），2010年～2011年於韓國中央日報連載
  - 《我若退縮了，就開槍斃了我1～3》，（내가 물러서면 나를 쏴라 1～3），2010年中央書店（중앙books/중앙북스）初版，此為中央日報《我想留下的故事》的單行本
  - 《如果沒有祖國就沒有我》（조국이 없으면 나도 없다），2010年The Army初版

- 日本
  - 《韓國戰爭一千日 白善燁回憶錄》（韓国戦争一千日　白善燁回想録），日本軍事研究出版社（日语：ジャパン・ミリタリー・レビュー）1988年初版，本書為「軍與我」的日譯本第一版
  - 《反游擊戰 美國為何失敗》（対ゲリラ戦　アメリカはなぜ負けたか），1993年原書房初版
  - 《青年將領的朝鮮戰爭 白善燁回憶錄》（若き将軍の朝鮮戦争　白善燁回顧録）2000年草思社單行本初版，2013年草思社文庫本初版，本書為「軍與我」的日譯本第二版
  - 《韓戰參戰軍人 談當指揮官的條件》（指揮官の条件　朝鮮戦争を戦い抜いた軍人は語る），2002年草思社初版
  - 《朝鮮半島對話的極限 克服危機的戰略構想》（朝鮮半島 対話の限界　危機克服への戦略構想），2003年草思社初版

- 美國
  - 《從釜山到板門店：韓國首位四星上將的戰爭回憶錄》（From busan to panmunjum: Wartime Memoirs of the Republic of Korea's First Four-Star General），1992年波多馬克出版社（Potomac Books）初版，1999年同社改編再版，本書為「軍與我」的英譯本
  - 《沒有我的祖國我將無法存在》（Without My Country I cannot Exist），2010年溫訥斯出版社（Winners）初版，本書為「如果沒有祖國就沒有我」的英譯本

- 中國大陸
  - 《最寒冷的冬天Ⅱ：一位韓國上將親歷的朝鮮戰爭》，重慶出版社，2012年12月，本書為「軍與我」的簡體中譯本

## 受勋经历
国内：
- 金星太极武功勋章
- 乙支武功勋章
- 忠武武功勋章
- 金塔产业勋章

外国：
- 美軍銀星勋章
- 中華民國（台灣）大綬景星勳章[14]、雲麾勳章[15]
- 1995年日本瑞宝章
- 2000年，美国第2届自由守护勳章（杜鲁门-里根自由奖、美国共产主义遇难者追悼协会）
- 2005年加拿大武功勋章
- 2010年韩国社交协会（korea society）范弗利特奖

## 学历
- 平安南道江西约松小学
- 平安南道平壤师范
- 新京满洲军官学校毕业
- 大韩民国军事英语学校1期
- 2010年6月8日忠南大学军队史学名誉博士

## 家庭关系
- 父亲：白潤相（백윤상，1890年 ~ 1926年）
- 母亲：方孝熱（방효열，1893年 ~ 1977年）
  - 姐姐：白福烨（백복엽，1917年 ~ 1990年）
  - 弟弟: 白仁烨（백인엽，1923年 ~ 2013年，前学院理事长）
- 前妻：盧仁淑（노인숙，1925年 ~ ）
  - 儿子：2男
  - 女儿：1女
- 妻子：周光淑（주광숙，1929年 ~ ） 
  - 女儿：1女
- 堂姐：白熙烨（백희엽，1915年 ~ 1992年，前企业家、高利贷业者）
- 堂兄：白東燁（백동엽　農林部林業科長、韓戰期間遭北韓綁架後失蹤）

## 外部連結
- 白善燁:Daum[永久] 
- '전쟁영웅' 백선엽 장군명예군사학 박사학위 받아 
- 백선엽 장군 명예박사학위 받는다 （页面存档备份，存于） 

| 官衔          | 官衔                                                   | 官衔                         |
| ------------- | ------------------------------------------------------ | ---------------------------- |
| 前任： 李鍾賛 | 第7代大韩民国陆军参谋總长 1952年7月23日-1954年2月13日  | 繼任： 丁一权                |
| 前任： 李亨根 | 第10代大韩民国陆军参谋總长 1957年5月18日-1959年2月22日 | 繼任： 李亨根（代理） 宋堯讚 |
| 前任： 丁一权 | 第3-4代聯合參謀本部議長 1957年5月-1960年5月            | 繼任： 劉載興（代理） 崔榮喜 |
| 前任： 金弘壹 | 第4代大韩民国驻中华民国大使 1960年7月-1961年7月        | 繼任： 崔用德                |
| 前任： 姜瑞龍 | 第19代大韩民国交通部部長 1969年10月21日-1971年1月28日  | 繼任： 張盛煥                |